# Umberto Orsini
Umberto Orsini (Novara, 2 aprile 1934) è un attore italiano.

## Biografia
Nato a Novara da Ettore, direttore della mensa del Circolo Ufficiali di Novara, e Antonietta, cuoca dello stesso, ha un fratello e una sorella.

### Teatro

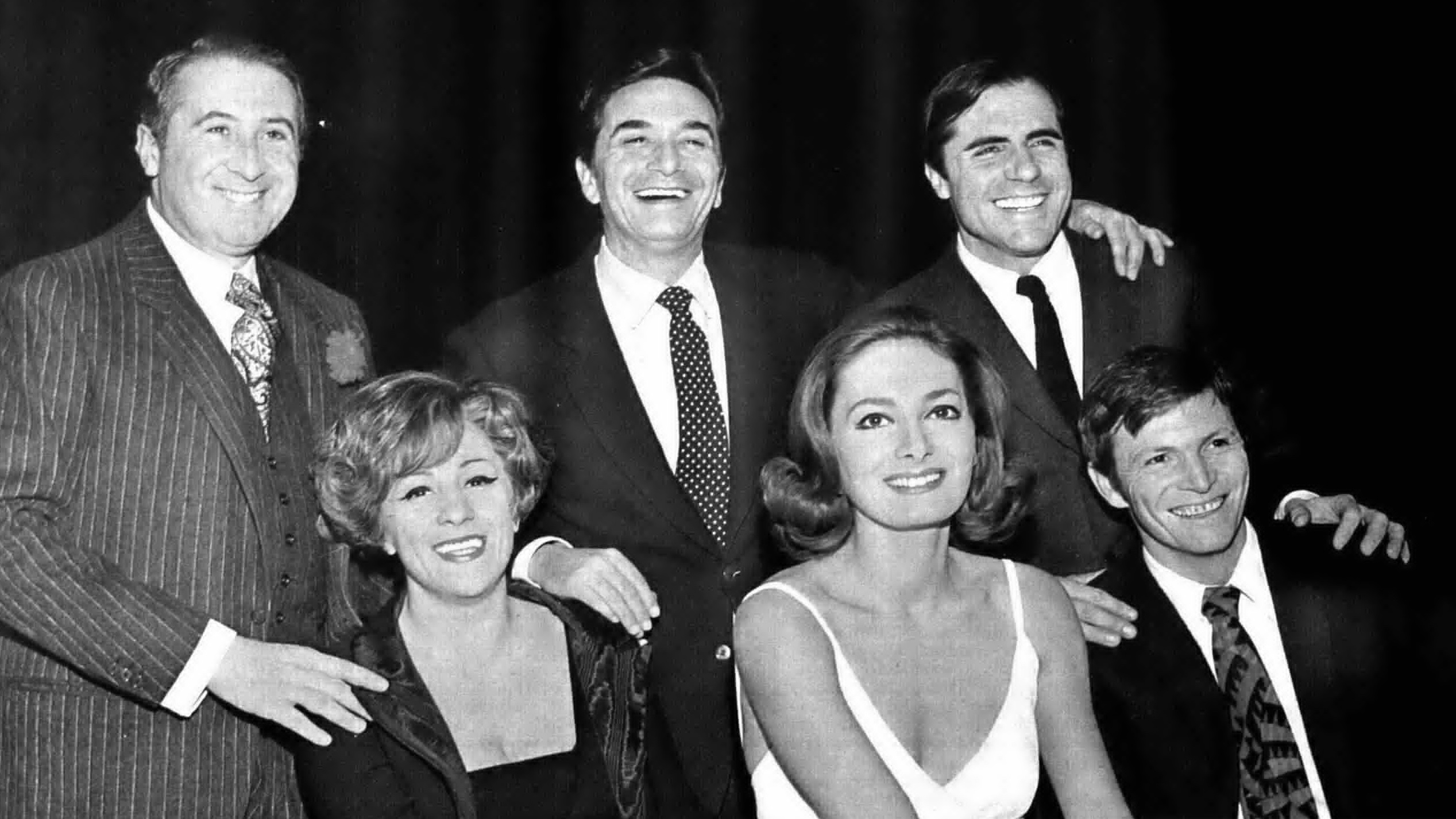
Un giovane Umberto Orsini (in basso a destra) con alcuni attori della "compagnia dei Giovani". In alto da sinistra: Romolo Valli, Giorgio De Lullo e Carlo Giuffré. In basso Elsa Albani e Rossella Falk

Formatosi all'Accademia nazionale di arte drammatica, ottenne i primi successi in teatro con la "compagnia dei Giovani" e la regia di De Lullo (1957), recitando poi con la compagnia Morelli-Stoppa, con Sarah Ferrati (Chi ha paura di Virginia Woolf?, 1963) e con Gabriele Lavia per la "compagnia del Teatro Eliseo", di cui dal 1980 al 1997 fu direttore artistico.
Sempre per il teatro, Affabulazione (1993) di Pier Paolo Pasolini, con la regia di Luca Ronconi; Un marito (1994) di Italo Svevo, diretto da Giuseppe Patroni Griffi; l'Otello di William Shakespeare e Il giuoco delle parti di Luigi Pirandello, entrambi nel 1995 e con la regia di Gabriele Lavia; Vecchi tempi (2004) di Harold Pinter, con la regia di Roberto Andò; Il padre (2005) di August Strindberg, con la regia di Massimo Castri; Il nipote di Wittgenstein (2007) di Thomas Bernhard, con la regia di Patrick Guinand.

### Cinema
Dopo il debutto nel cinema con Federico Fellini (La dolce vita, 1959), si affermò, in seguito, con altri registi, fra i quali Luchino Visconti (La caduta degli dei, 1969; Ludwig, 1973).

Orsini nel film La Tosca (1973) di Luigi Magni

Sempre nel cinema: Perdutamente tuo... mi firmo Macaluso Carmelo fu Giuseppe (1976), Al di là del bene e del male (1977), Bionda fragola (1980), Il viaggio della sposa (1997), L'ospite (1998), dell'esordiente Alessandro Colizzi, Il partigiano Johnny (2000), tratto dal romanzo di Beppe Fenoglio.

### Televisione
La grande popolarità nazionale comunque Orsini la deve alla televisione, dove ha avuto modo di interpretare ruoli di peso in miniserie di successo. L'esordio televisivo avviene, nel 1960, con il ruolo del giovane Partistagno in La pisana di Giacomo Vaccari, nel 1964 è Jean-Lambert Tallien ne I grandi camaleonti di Edmo Fenoglio, ma il successo maggiore arriva nel 1969 con I fratelli Karamazov di Sandro Bolchi, sceneggiato che raccoglie consensi di critica e di pubblico, nel quale interpreta il personaggio di Ivan Karamazov.
Da ricordare anche la sua interpretazione nella parte di un avvocato accusato di complicità in omicidio nello sceneggiato Il processo a Maria Tarnowska (1977). Nel 1979 è Robert Usher nella miniserie TV Racconti fantastici, nel 1984 si segnala come protagonista di Notti e nebbie di Marco Tullio Giordana. Negli anni 1990-2000 è una presenza ricorrente negli sceneggiati Rai di argomento biblico-religioso (Salomone, Ester, Lourdes, San Paolo). È ancora da ricordare la sua conduzione, assieme a Delia Scala, nella prima edizione del programma di cucina domenicale Colazione allo studio 7 (1971), antesignano degli attuali format gastronomici, nel quale fu affiancato dal poi celebre enologo Luigi Veronelli.

### Carosello
Dal 1971 al 1973 partecipò, con Luigi Zerbinati, agli sketch della rubrica televisiva pubblicitaria Carosello, pubblicizzando il detersivo per piatti Last al limone della B.P.D./Snia.

## Filmografia

### Cinema

Umberto Orsini nel film Tony Arzenta - Big Guns (1973) di Duccio Tessari

- Marisa la civetta, regia di Mauro Bolognini (1957)
- La dolce vita, regia di Federico Fellini (1960)
- Un amore a Roma, regia di Dino Risi (1960)
- Chiamate 22-22 tenente Sheridan, regia di Giorgio Bianchi (1960)
- Io bacio... tu baci, regia di Piero Vivarelli (1961)
- Il pianeta degli uomini spenti, regia di Antonio Margheriti (1961)
- Caccia all'uomo, regia di Riccardo Freda (1961)
- Il mare, regia di Giuseppe Patroni Griffi (1962)
- Il giorno più corto, regia di Sergio Corbucci (1963)
- Il peccato (Noche de verano), regia di Jorge Grau (1963)
- Il delitto Dupré (Les bonnes causes), regia di Christian-Jaque (1963)
- Una ragazza nuda (Strip-tease), regia di Jacques Poitrenaud (1963)
- La violenza e l'amore, regia di Adimaro Sala (1965)
- ...e il diavolo ha riso (Mademoiselle), regia di Tony Richardson (1966)
- Playgirl, regia di Will Tremper (1966)
- Ta Skalopatia, regia di Leonard Hirschfield (1966)
- Il marinaio del Gibilterra (The Sailor from Gibraltar), regia di Tony Richardson (1967)
- La ragazza e il generale, regia di Pasquale Festa Campanile (1967)
- Candy e il suo pazzo mondo (Candy), regia di Christian Marquand (1968)
- La caduta degli dei, regia di Luchino Visconti (1969)
- Interrabang, regia di Giuliano Biagetti (1969)
- Un grosso uccello grigio azzurro (Ein großer graublauer Vogel), regia di Thomas Schamoni (1970)
- Città violenta, regia di Sergio Sollima (1970)
- Incontro d'amore, regia di Paolo Heusch e Ugo Liberatore (1970)
- Roma bene, regia di Carlo Lizzani (1971)
- Trastevere, regia di Fausto Tozzi (1971)
- Maddalena, regia di Jerzy Kawalerowicz (1971)
- Abuso di potere, regia di Camillo Bazzoni (1972)
- È simpatico, ma gli romperei il muso (César et Rosalie), regia di Claude Sautet (1972)
- I figli chiedono perché, regia di Nino Zanchin (1972)
- Funerale a Los Angeles (Un homme est mort), regia di Jacques Deray (1972)
- Ludwig, regia di Luchino Visconti (1973)
- La Tosca, regia di Luigi Magni (1973)
- Il delitto Matteotti, regia di Florestano Vancini (1973)
- Tony Arzenta - Big Guns, regia di Duccio Tessari (1973)
- Storia di una monaca di clausura, regia di Domenico Paolella (1973)
- L'uomo senza memoria, regia di Duccio Tessari (1974)
- L'accusa è: violenza carnale e omicidio (Verdict), regia di André Cayatte (1974)
- Tre amici, le mogli e (affettuosamente) le altre (Vincent, François, Paul... et les autres), regia di Claude Sautet (1974)
- L'anticristo, regia di Alberto De Martino (1974)
- Corruzione al palazzo di giustizia, regia di Marcello Aliprandi (1974)
- Emmanuelle l'antivergine (Emmanuelle: L'antivierge), regia di Francis Giacobetti (1975)
- Perdutamente tuo... mi firmo Macaluso Carmelo fu Giuseppe, regia di Vittorio Sindoni (1976)
- Una donna alla finestra (Une femme à sa fenêtre), regia di Pierre Granier-Deferre (1976)
- E Beatrice sta a guardare (Une fille cousue de fil blanc), regia di Michel Lang (1977)
- Casanova & Company (Casanova & Co.), regia di Franz Antel (1977)
- L'avvocato della mala, regia di Alberto Marras (1977)
- Al di là del bene e del male, regia di Liliana Cavani (1977)
- Goodbye Emmanuelle, regia di François Leterrier (1977)
- L'alba dei falsi dei, regia di Duccio Tessari (1978)
- L'amante proibita (La petite fille en velours bleu), regia di Alan Bridges (1978)
- I soldi degli altri (L'argent des autres), regia di Christian de Chalonge (1978)
- Amo non amo, regia di Armenia Balducci (1979)
- Bionda fragola, regia di Mino Bellei (1980)
- Elles n'oublient jamais, regia di Christopher Frank (1994)
- Pasolini, un delitto italiano, regia di Marco Tullio Giordana (1995)
- Cinque giorni di tempesta, regia di Francesco Calogero (1997)
- Il viaggio della sposa, regia di Sergio Rubini (1997)
- L'ospite, regia di Alessandro Colizzi (1998)
- Il partigiano Johnny, regia di Guido Chiesa (2000)
- Hannover, regia di Ferdinando Vicentini Orgnani (2003)
- L'amore ritorna, regia di Sergio Rubini (2004)
- Il mattino ha l'oro in bocca, regia di Francesco Patierno (2008)
- Agadah, regia di Alberto Rondalli (2017)
- Marcel!, regia di Jasmine Trinca (2022)
- Trifole - Le radici dimenticate, regia di Gabriele Fabbro (2024)

### Televisione
- La Pisana, regia di Giacomo Vaccari – miniserie TV (1960)
- Le piccole volpi di Lillian Hellman, regia di Claudio Fino, trasmessa il 17 giugno 1960.
- Le sorelle omicidi, commedia di George Batson e Richard Mc Cracken, regia di Claudio Fino
- Gli spettri di Henrik Ibsen, regia di Vittorio Cottafavi, 15 novembre 1963.
- I grandi camaleonti, regia di Edmo Fenoglio (1964)
- Vita di Michelangelo, regia di Silverio Blasi (1964)
- Addio giovinezza di Sandro Camasio e Nino Oxilia, regia di Silverio Blasi (1965)
- La figlia del capitano, regia di Leonardo Cortese – miniserie TV (1965)
- Morte di un commesso viaggiatore, regia di Sandro Bolchi – miniserie TV (1968)
- I fratelli Karamazov, regia di Sandro Bolchi – miniserie TV (1969)
- L'anitra selvatica, regia di Ottavio Spadaro (1970)
- Racconti fantastici, regia di Daniele D'Anza – miniserie TV (1979)
- Notti e nebbie regia di Marco Tullio Giordana (1984)
- La contessina Mizzy, regia di Andrea Frazzi e Antonio Frazzi – miniserie TV (1986)
- Salomone, regia di Roger Young – miniserie TV (1997)
- Ester (Esther), regia di Raffaele Mertes – film TV (1999)
- Lourdes, regia di Lodovico Gasparini – miniserie TV (2000)
- San Paolo, regia di Roger Young – miniserie TV (2000)
- Benvenuti a tavola - Nord vs Sud – serie TV, 11 episodi (2013)

## Doppiatori italiani
- Massimo Turci in Chiamate 22-22 tenente Sheridan
- Paolo Ferrari in Io bacio... tu baci
- Riccardo Cucciolla in Caccia all'uomo
- Stefano Satta Flores in Interrabang
- Cesare Barbetti in Città violenta
- Gianni Musy in Il delitto Matteotti
- Pino Colizzi in Perdutamente tuo... mi firmo Macaluso Carmelo fu Giuseppe

## Teatro
(elenco parziale)
- Diario di Anna Frank di Frances Goodrich e Albert Hackett, regia di Giorgio De Lullo (1957)
- Chi ha paura di Virginia Woolf? di Edward Albee, regia di Franco Zeffirelli (1963)
- L'Arialda di Giovanni Testori, regia di Luchino Visconti (1961)
- Metti, una sera a cena, testo e regia di Giuseppe Patroni Griffi (1966)
- La promessa di Aleksej Nikolaevič Arbuzov, regia di Valerio Zurlini. Teatro Eliseo di Roma (1967)
- Chi è Claire Lannes? di Marguerite Duras, regia di Josè Quaglio (1969)
- Vecchi tempi di Harold Pinter (con il titolo Tanto tempo fa), regia di Luchino Visconti (1973)
- Il ritorno a casa di Harold Pinter, regia di Mauro Bolognini (1974))
- Come le foglie di Giuseppe Giacosa, regia di Giancarlo Sepe (1979)
- Servo di scena di Ronald Harwood, regia di Gabriele Lavia. Teatro Eliseo di Roma (1980)
- I masnadieri di Friedrich Schiller, regia di Gabriele Lavia (1981)
- Non si sa come di Luigi Pirandello, regia di Gabriele Lavia (1982)
- Delitto e delitto di August Strindberg, regia di Gabriele Lavia (1983)
- L'aquila a due teste di Jean Cocteau, regia di Gabriele Lavia (1984)
- Amadeus di Peter Shaffer, regia di Mario Missiroli (1987)
- Les Liaisons Dangereuses di Christopher Hampton, regia di Antonio Calenda (1988)
- Besucher di Botho Strauß, regia di Luca Ronconi (1989)
- Tre sorelle di Anton Čechov, regia di Luca Ronconi (1989)
- L'uomo difficile di Hugo von Hofmannsthal, regia di Luca Ronconi (1991)
- Il piacere dell'onestà di Luigi Pirandello, regia di Luca De Filippo (1991)
- Il nipote di Wittgenstein, da Thomas Bernhard, regia di Patrick Guinand (1991)
- Affabulazione di Pier Paolo Pasolini, regia di Luca Ronconi (1993)
- Un marito di Italo Svevo, regia di Giuseppe Patroni Griffi (1994)
- Otello di William Shakespeare, regia di Gabriele Lavia (1995)
- Il giuoco delle parti di Luigi Pirandello, regia di Gabriele Lavia (1995)
- Morte di un commesso viaggiatore di Arthur Miller, regia di Giancarlo Cobelli (1997)
- Copenaghen di Michael Frayn, regia di Mauro Avogadro (1999)
- Prima della pensione: una commedia dell'anima tedesca di Thomas Bernhard, regia di Piero Maccarinelli (1999)
- L'arte della commedia di Eduardo De Filippo, regia di Luca De Filippo (2000)
- Erano tutti miei figli di Arthur Miller, regia di Cesare Lievi (2002)
- Vecchi tempi di Harold Pinter, regia di Roberto Andò (2004)
- Urlo, testo e regia di Pippo Delbono (2004)
- La ballata del carcere di Reading, regia di Elio De Capitani, musica di Giovanna Marini (2004)[3]
- Il padre di August Strindberg, regia di Massimo Castri (2005)
- Il nipote di Wittgenstein di Thomas Bernhard, regia di Patrick Guinand (2007)
- Molly Sweeney, testo e regia di Andrea De Rosa (2007)
- La tempesta di William Shakespeare, regia di Andrea De Rosa (2009)
- La resistibile ascesa di Arturo Ui di Bertolt Brecht, regia di Claudio Longhi (2011)
- La leggenda del grande Inquisitore dai Fratelli Karamazov di Fëdor Dostoevskij, regia di Pietro Babina (2012)
- Il giuoco delle parti di Luigi Pirandello, regia Roberto Valerio (2014)
- Il prezzo di Arthur Miller, regia di Massimo Popolizio (2015)
- Il costruttore Solness di Henrik Ibsen, regia di Alessandro Serra (2019)
- Pour un oui ou pour un non di Nathalie Sarraute, regia di Pier Luigi Pizzi (2021)
- Le memorie di Ivan Karamazov di Umberto Orsini e Luca Micheletti, regia di Luca Micheletti. Piccolo Teatro di Milano (2022)
- I ragazzi irresistibili di Neil Simon, regia di Massimo Popolizio (2023)
- Prima del temporale, da un'idea di Umberto Orsini e Massimo Popolizio, regia di Massimo Popolizio. Spoleto (2025)

### Prosa radiofonica Rai
- Diario di un curato di campagna di Georges Bernanos, regia di Corrado Pavolini, trasmessa il 29 aprile 1958.[4]
- Racconto di giovane moglie di Ronald Jeans, regia di Marco Visconti, trasmessa il 16 febbraio 1959.

## Riconoscimenti
- 1981 – Premio Flaiano per il teatro per l'interpretazione in Servo di scena di Ronald Harwood, regia di Gabriele Lavia
- 1989 – Premio Ubu per Affabulazione di Pier Paolo Pasolini
- 1995 – Premio Hystrio - Premio Europa per il teatro
- 2000 – Premio Ubu per Il nipote di Wittgenstein e L'arte della commedia
- 2016 – Premio Le Maschere del Teatro Italiano per Il prezzo di Arthur Miller, regia di Massimo Popolizio
- 2022 – Premio Ubu alla carriera[5]